# Liebstadia nordenskioldi
Liebstadia nordenskioldi är en spindeldjursart som beskrevs av Dalenius och Wilson 1958. Liebstadia nordenskioldi ingår i släktet Liebstadia, och familjen Protoribatidae. Arten är reproducerande i Sverige.